# Huechulafquen-tó
A Huechulafquen-tó (spanyolul Lago Huechulafquen) Argentína egyik tava. Neve az araukán nyelvből származik, jelentése „magas tó”.

## Földrajz
A tó Argentína középső részétől délnyugatra, az Andok keleti oldalán található. Közigazgatásilag Neuquén tartomány Huiliches megyéjéhez tartozik. A nyugat–keleti irányban 29 km hosszan elnyúló tó szélessége nem éri el az 5 km-t, viszont igen mély: legmélyebb pontja 255 méter. Délnyugati végpontjában összeköttetésben áll az Epulafquen-tóval, északnyugaton pedig a Paimún-tóval. Több kisebb patak ömlik a tóba, például délen a San Pedro, északon a Blanco, a Tierras Coloradas, a Tauss, a Raquitue és a Rucu Leufu. Vizét a keleten eredő Chimehuin folyó vezeti le. Délnyugati részében néhány kis sziget is található, a Los Chivos.

## Élővilág
A vízinövények kis számban fordulnak elő a tóban, az utóbbi években pedig a lazacfélék egyedszáma is jelentősen lecsökkent. Ezért egyesek az orvhalászatot teszik felelőssé, mások egy földrengést, amelynek következtében felkavarodott a víz mélye. A tóban élő legfontosabb halfajok a lazac, a sebes pisztráng, a pataki pisztráng, a szivárványos pisztráng, a Percichthys trucha nevű sügéralakú és a Galaxias maculatus nevű bűzöslazac-alakú.

## Képek

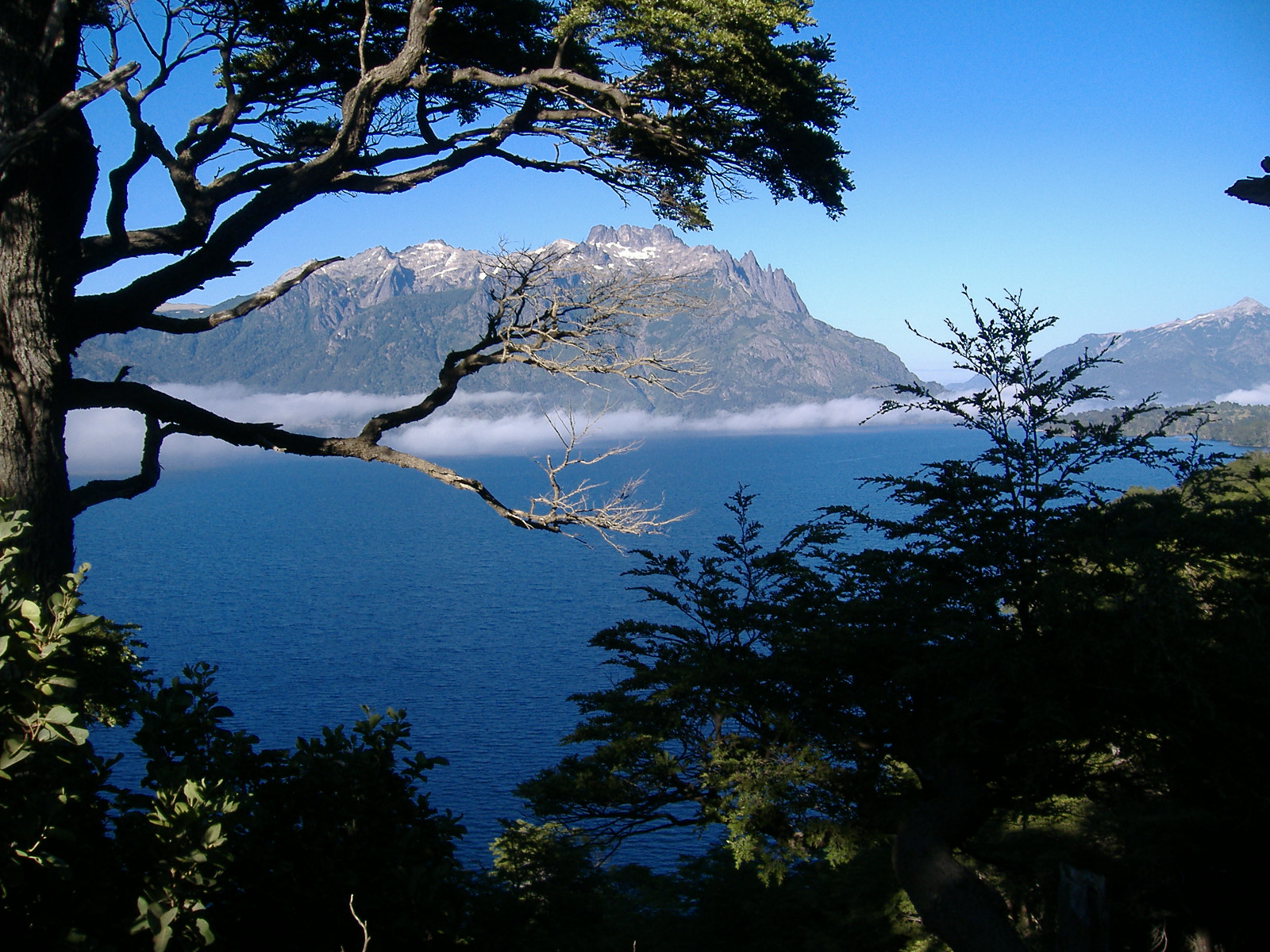
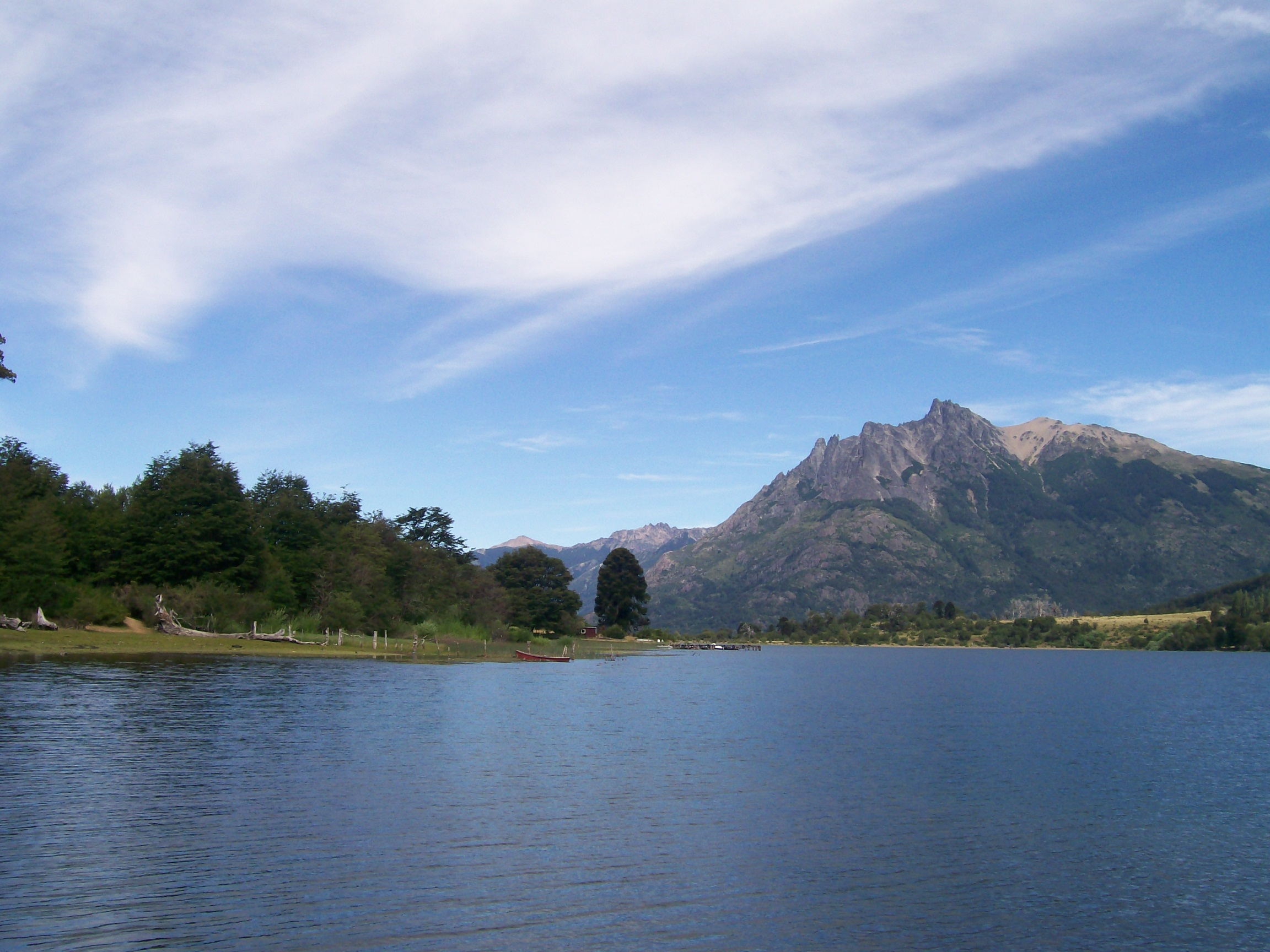
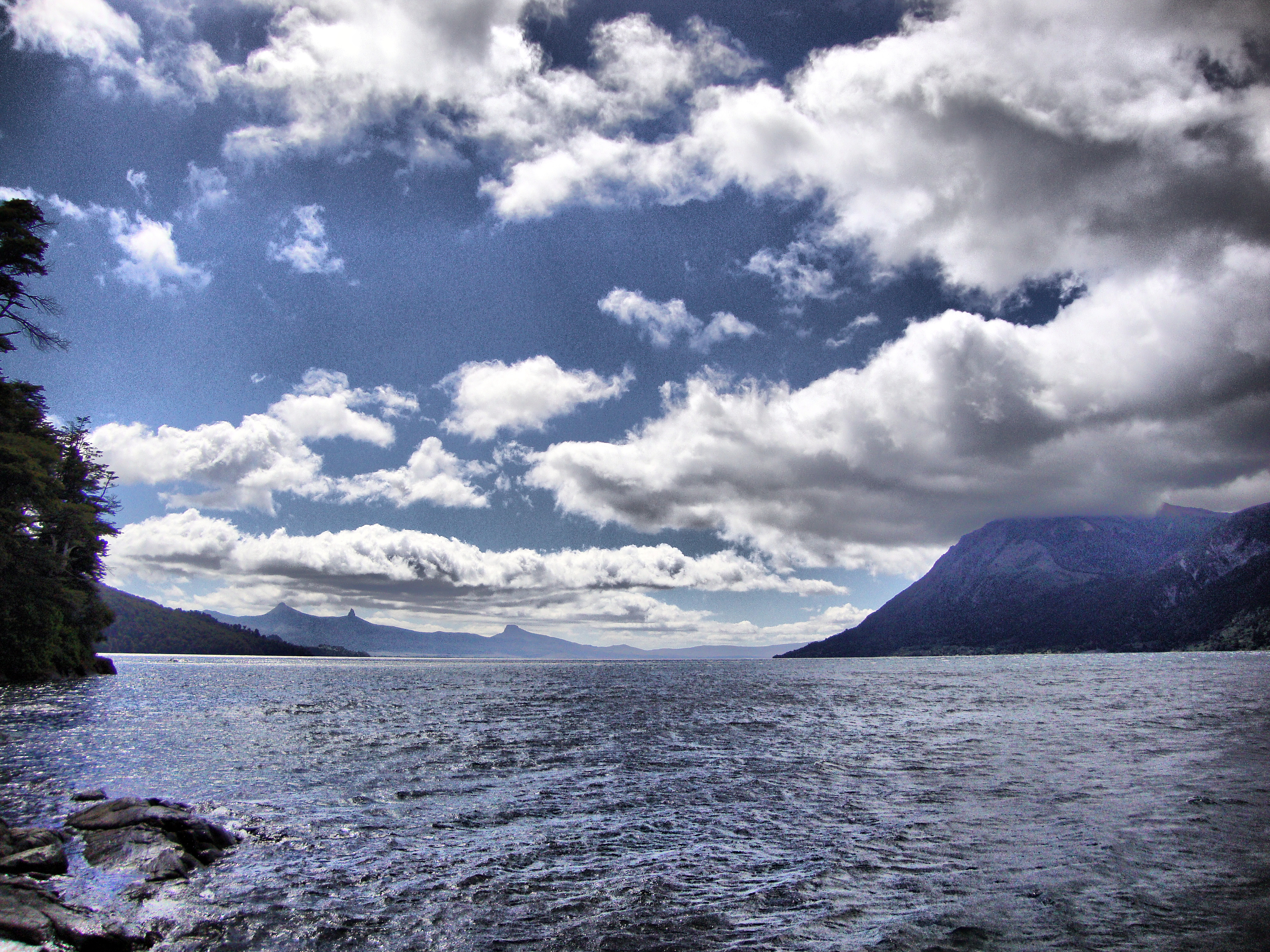
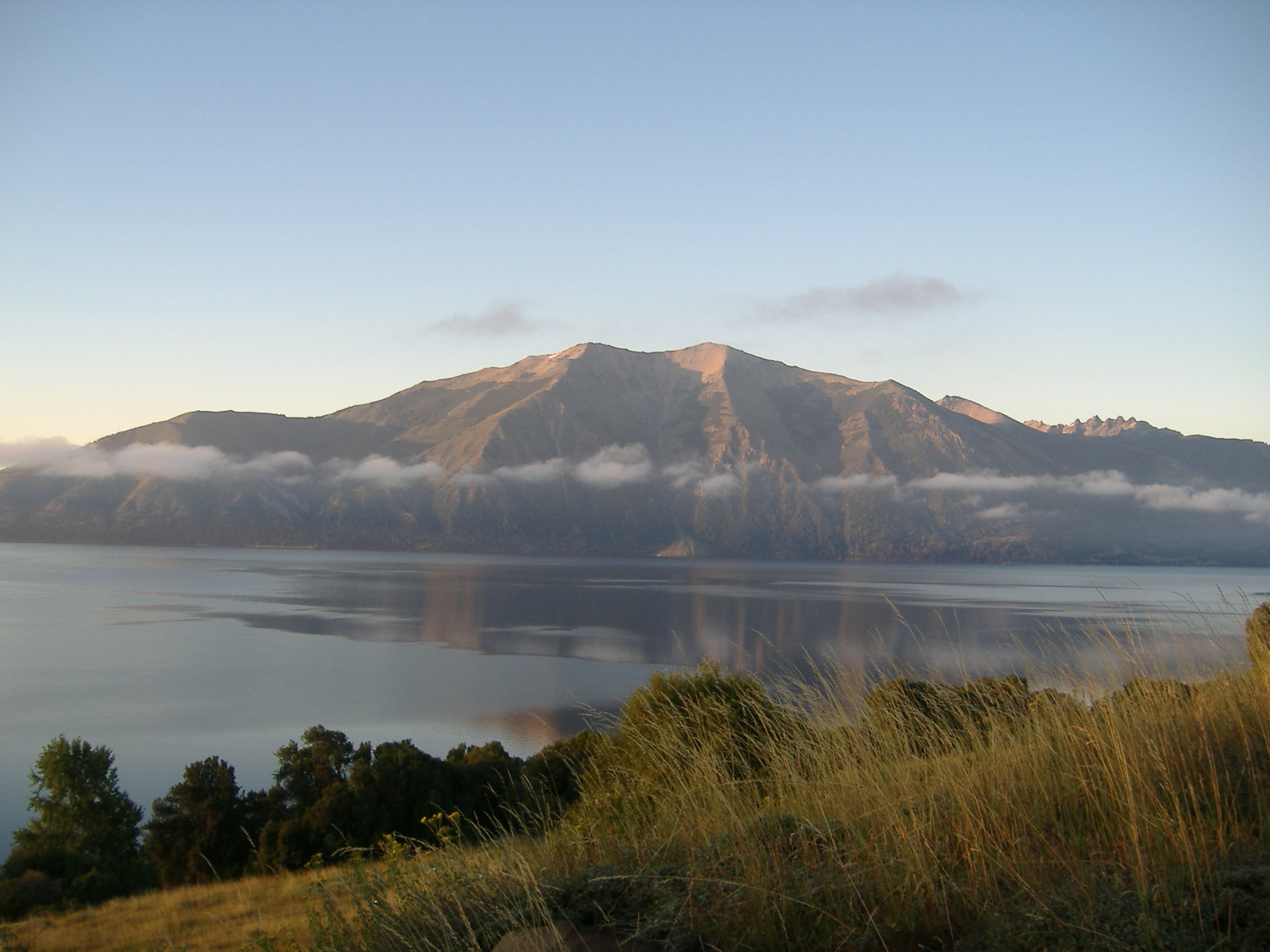